# Egg (이승환의 음반)
《Egg》는 대한민국의 싱어송라이터 이승환의 7번째 정규 앨범이다.
1995년작 Human부터 한 앨범에 대중들이 좋아하는 음악과 자신이 추구하는 음악을 구분해서 수록하던 이승환은 Egg에 이르러 대중들이 생각하는 이승환식 음악이 들어있는 Sunny-side Up과 이승환 자신이 생각하는 이승환식 음악이 들어있는 Over Easy로 구성된 더블 앨범을 발매하기에 이른다. 2001년 12월에 발매된 이 앨범은 독특한 케이스 때문에 포장을 일일이 수작업으로 하는 탓에 예정보다 발매가 늦어지게 되어 Sunny-side Up만 먼저 따로 발매되기도 했다. 첫 싱글은 이전까지의 대작 발라드와는 약간 거리가 있는 깔끔한 발라드 '잘못'이었으나 기대만큼의 인기를 얻지 못했고 당시 연인 사이였던 채림이 뮤직비디오에 함께 출연한 '사랑하나요'가 많은 사랑을 받았다.
이승환은 이 앨범을 통해 에그로보라는 캐릭터를 만들어 사업다각화를 꾀했으나 이목을 끌어들이는 데에는 실패하면서 여의치 않게 되었다. 이러한 이유 때문인지 이 앨범부터 이승환은 상업적으로 하향가도를 걷기 시작했다. 총 판매량은 25만장이다.

## 곡 목록
- CD1 Sunny-side Up

1. "잘못" – 4:50
2. "A Song for You" – 4:12
3. "Christmas Wishes" – 4:20
4. "기다림" – 4:38
5. "...사랑하나요!?" – 4:54
6. "삼촌 장가가요" – 5:08
7. "만추(晩秋)" – 5:58
8. "이별... 그 찰나의 혼돈" – 4:27
9. "푸른 아침 상념" – 4:55
10. "나 잡아봐라~" – 3:23
11. "춤바람" – 4:52
12. "엄마" - 4:35

- CD2 Over Easy

1. "왜?" – 4:09
2. "위험한 낙원" – 6:18
3. "Waiting for Payback Time" – 5:12
4. "Warning" – 5:09
5. "확인" – 4:34
6. "관(觀)" - 3:44
7. "I Hate It" – 4:15
8. "Enemy Within" – 4:50
9. "Workaholic" – 5:10
10. "동지(同志)" – 4:56
11. "Fight" – 3:58

- "Fight (hidden track)" - 3:55

## 스태프
- Coordinated by 김한구(Dream Factory Club), 강윤극(San Francisco), Baeho 'Babby' Shin(PCM Production at Nashville), 박경민(Czech)
- Mastered by Yasuji "Yasman" Maeda
- Mastered at Bernie Grundman in Japan
- Recorded at DreamFactory
- Produced by 이승환
- Co-produced by 정석원, 유희열, 황성제, 정지찬, Michael Rosen, Frank Martin, Paul Mills
- Photography 김대형
- Designed by 김주희
- 3D Graphics by 김태훈
- Stylist 김윤정
- Make Up 이진아
- Hair 김영순
- Coordinator 김민주
- Music Video Director 차은택
- Marketing & Admin 임종덕, 이홍철, 임은희, 박유선, 김미랑
- Promotion & Management 김혁경, 서상명, 최민규, 김도영

## 같이 보기
- 이승환 디스코그래피
- 이승환 콘서트